# Discografia dei Superbus

## Album in studio
- 2002 - Aèromusical
- 2004 - Pop'n'gum
- 2006 - Wow
- 2009 - Lova Lova
- 2012 - Sunset

## Album dal vivo
- 2008 - Live à Paris

## Compilation
- 2008 Super Acoustique

## Singoli
- 2002 - Tchi-Cum-Bah
- 2003 - Superstar
- 2003 - Into The Groove
- 2003 - Monday to Sunday
- 2004 - Sunshine
- 2004 - Radio Song
- 2005 - Pop'n'Gum
- 2005 - Little Hily
- 2006 - Le Rock à Billy
- 2006 - Butterfly
- 2007 - Lola
- 2007 - Travel the World
- 2008 - Ca Mousse
- 2008 - Addictions
- 2009 - Lova Lova
- 2009 - Nelly
- 2009 - Apprends-moi

## Inediti
1. Drôle De fille: inedito interpretato nella tournée di Aéromusical
2. Miss Underground: secondo brano del singolo Tchi-Cum-Bah.
3. No school today: terzo brano del singolo Tchi-Cum-Bah.
4. Mister Cry: inedito interpretato a Bataclan il 4 giugno 2003[1].
5. Pop'n'mix: secondo brano del singolo Pop'n'Gum, remix realizzato interamente da Jennifer Ayache.
6. Un, Deux, Trois: inedito interpretato nelle ultime date della tournée Pop'n'Gum al concerto del 13 novembre 2005 all'Olympia[2].
7. Eighteen: Originariamente previsto sulla tracklist di Wow, è stato aggiunto come secondo brano al singolo Butterfly (uscito il 12 marzo 2007) ed è stato interpretato nella tournée del 2007.